# المسافر (مسلسل)
المسافر هو مسلسل عراقي من إنتاج عام 1993

## قصة المسلسل
تدور أحداث المسلسل حول فنان يحلم بدخول عالم الغناء عبر شخصية كمال التي جسدها كاظم الساهر. وتدور أحداث المسلسل بين بغداد والموصل، حيث يتم تعيين كمال أستاذاً في شمال الموصل ويضطر لمغادرة حبيبته نماء (الممثلة العراقية سهير أياد).
يناقش المسلسل حياة الشاب الموهوب كمال الذي ولد في أسرة فقيرة لينهب عمه حقوقه، يعشق كمال ابنة عمه (نماء) الفنانة سهير أياد. وهي أبنة عم كمال (كاظم الساهر) الذي سرق أموال أبيه قبل وفاته. يتامر أقاربه الطامعين بثروة نماء ليبعدوا كمال عنها فيتم تعيينه في قضاء قبج التابع لمحافظة الموصل شمال العراق. وهناك يعمل كمال معلمًا في قرية فقيرة تحكمها عائلة مستبدة بقوة السلاح فتعشقه أخت زعيم هذه العائلة ويحاول أخوتها تخويف كمال وإبعاده عنها في الوقت الذي يقف كمال محتارًا بين حبه لنماء في بغداد وعدم جرح مشاعر أخت زعيم العصابة. ويساء تفسير عطفه عليها في القرية فهل سيعود كمال إلى بغداد وهل ستنتظره نماء.

## أغنيات كاظم الساهر في المسلسل
- قدّم كاظم الساهر في المسلسل مجموعة من الأغنيات التي اشتهرت كثيراً آنذاك منها “شحلو طولك”، و”ابعد عني”، و”مبروك عليك”، و”محروس”، وأغنية مقدمة المسلسل “لا تشكو للناس”.

## الممثلون
- عبد الجبار كاظم
- آسيا كمال (قمر أخت نجاد)
- خليل شوقي
- خليل الرفاعي
- سهير أياد (نماء)
- نزار السامرائي
- عز الدين طابو (مسعود)
- كاظم الساهر (كمال)
- ريكاردوس يوسف
- هدى هادي
- ماجدة يوسف
- عبد الخالق المختار